# هاينكل هي 176
هينكل هي 176 طائرة ألمانية تعمل بالقوة الصاروخية. كانت أول طائرة في العالم يتم دفعها فقط بواسطة صاروخ يعمل بالوقود السائل، حيث قامت بأول رحلة لها بالطاقة في 20 يونيو 1939. لقد كان مشروعًا خاصًا من قبل شركة هينيكل وفقًا لتركيز المدير ارنست هنكل على تطوير التكنولوجيا لرحلة عالية السرعة.
تم تدمير جميع الوثائق المتعلقة بطائرة 176 خلال الحرب. غالبًا ما يتم الاستشهاد ببيانات أداء الطائرة، مثل السرعة التي تصل إلى 750 كم / ساعة، وكذلك بعض الرسومات، لا تستند إلى وثائق صوتية. بقيت صورتان حقيقيتان فقط لطائرة هي 176 والتي ربما تم التقاطها في Peenemünde أثناء الاختبارات. 

## التصميم والتطوير
خلال عشرينيات القرن العشرين، أجرى مؤدي المشاهد الخطيرة الألمان استخدام صواريخ تعمل بالوقود الصلب لدفع السيارات والدراجات النارية وعربات السكك الحديدية والزلاجات الثلجية، وبحلول عام 1929، طائرات مثل Ente الكسندر مارتن ليبيش و Fritz von Opel 's RAK.1 . الصواريخ التي تعمل بالوقود الصلب، ولكن لديها عيوب كبيرة عند استخدامها لدفع الطائرات.